# Lichtzeitpegel

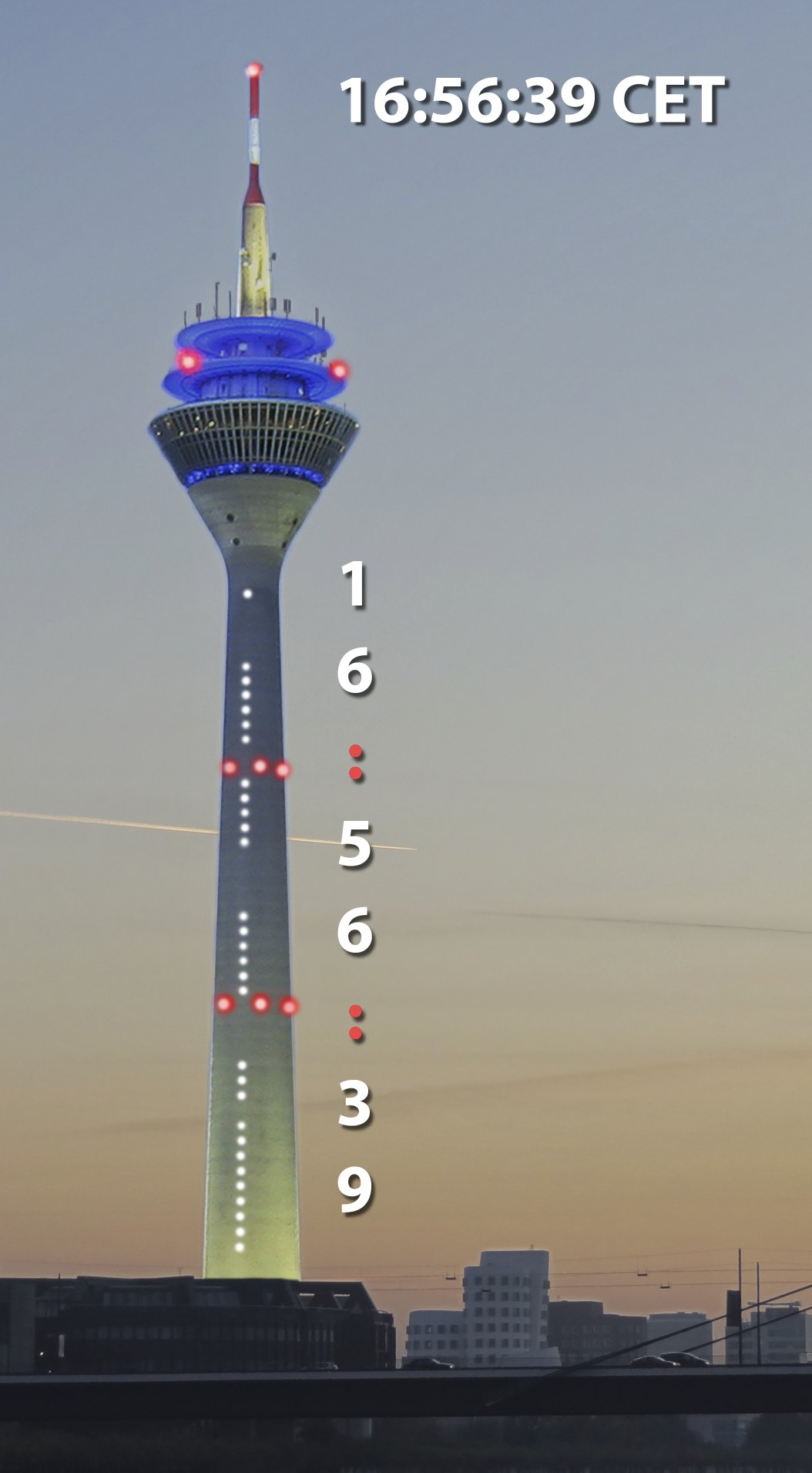
Die Uhr am Rheinturm: 16:56:39

Lichtzeitpegel ist die Bezeichnung der Uhrenlichtskulptur des Künstlers Horst H. Baumann am Düsseldorfer Rheinturm. Sie wurde am 24. November 1981 in Betrieb genommen und ist gemäß dem Guinness-Buch der Rekorde die größte dezimale „Zeitskala“ der Welt. Die Uhr wird auch als Dezimaluhr bezeichnet, obwohl der „Lichtzeitpegel“ die klassische 24-Stunden-Uhrzeit anzeigt und die Ziffern im Unärsystem dargestellt werden.

## Entstehung
Baumann hatte 1974 erfahren, dass das Signal des Zeitzeichens DCF77 der Physikalisch-Technische Bundesanstalt (PTB) BCD-kodiert übertragen wurde.
Er wollte daher die Zeit ebenfalls in einer BCD-kodierten Uhr anzeigen.
Dieses Prinzip konnte dann 1974/75 nicht auf dem hierfür vorgesehenen Brückenpylon der Düsseldorfer Oberkasseler Rheinbrücke übersetzt werden, weil dieser lediglich 21 Leuchten zuließ, die zudem als Natriumdampflampe aufgrund ihrer Trägheit nicht im Sekundenrhythmus geschaltet werden konnten.
| Bullauge | Farbe | Funktion                   |
| -------- | ----- | -------------------------- |
| 58 – 62  | gelb  | ohne Funktion              |
| 56 – 57  | weiß  | Zehnerstunden              |
| 55       | gelb  | Trennung                   |
| 46 – 54  | weiß  | Einerstunden               |
| 44 – 45  | gelb  | Trennung + rotes Funkfeuer |
| 39 – 43  | weiß  | Zehnerminuten              |
| 38       | gelb  | Trennung                   |
| 29 – 37  | weiß  | Einerminuten               |
| 27 – 28  | gelb  | Trennung + rotes Funkfeuer |
| 22 – 26  | weiß  | Zehnersekunden             |
| 21       | gelb  | Trennung                   |
| 12 – 20  | weiß  | Einersekunden              |
| 1 – 11   | gelb  | ohne Funktion              |

Im Zusammenhang mit den Publikationen über den von Harald Deilmann geplanten Rheinturm mit seinen 62 Bullaugen stellte Baumann fest, dass die für den Turm vorgeschriebenen Flugbefeuerungen in ca. 80 und 120 Metern Höhe bei dem Abstand von je 2,5 Meter zwischen den Bullaugen ergaben, dass diese mittlere Gruppe exakt die dezimalen Minuten aufnehmen konnte (9 Einer, 1 Trennung, 5 Zehner).
Die darunterliegenden Sekunden (ebenfalls 9 Einer, 1 Trennung, 5 Zehner) signalisieren durch ihren pulsähnlichen Schaltrhythmus das Prinzip der dezimalen Zeitanzeige. Die über der Minutengruppe liegende Stundengruppe (9 Einer, 1 Trennung, nur 2 Zehner) tut im Stundenrhythmus das Gleiche.
Einer- und Zehnergruppen sind stets durch eine Trennleuchte markiert. Aus Gründen der Konformität mit dem Erscheinungsbild der Düsseldorfer Brückenfamilie strahlen daher die Zeitleuchten weiß, während die Trennleuchten gelb-orange sind.
Baubedingt verfügt der Rheinturm über insgesamt 62 Leuchten, von denen nur 39 für die eigentliche Zeitanzeige (weiß) benötigt werden. Die anderen 23 Leuchten dienen nur für die Trennung der Gruppen intern bzw. untereinander (je 2 Trennleuchten zwischen Stunden, Minuten, Sekunden) sowie die Komplettierung der gesamten Leuchtenanzahl.
Anders als bei Peter Herthas Linear-Uhr werden die Trennleuchten des Lichtzeitpegels zur Akzentuierung der vollen Minute für eine Sekunde geschaltet. Entsprechend signalisieren sie die volle Stunde für eine komplette Minute.
Die Außenanzeige des Lichtzeitpegel als lokale Zeitanzeige wird im Foyer des Rheinturms mit der globalen Zeitanzeige des Weltzeitfoyers ergänzt. Hierzu wurden zweimal 24 gläserne Zeitfacetten und Datumslinie mit lokalen Zeitzonen-Anzeigen von Baumann gestaltet. Sie relativieren lokale und globale Zeit, deren Präzision heute wortwörtlich das Maß aller Dinge geworden ist.
2003 wurde der Lichtzeitpegel von den ursprünglichen 100-Watt-Ampel-Glühbirnen auf 12-Watt RGB-LED-Arrays umgerüstet. Die Energieersparnis von 88 % wird es zukünftig erlauben, den gesamten Lichtzeitpegel über einige Quadratmeter Photovoltaik komplett autonom zu versorgen. 2010 wurden diese durch 9-Watt RGB-LED-Arrays ausgetauscht.

## Vorläufer öffentlicher Linear- und Stellenwertsystemuhren
Varianten dezimaler Zeitskalaanzeigen im Zusammenhang mit Kunst im öffentlichen Raum, beziehungsweise Kunst am Bau, realisierten viele Jahre zuvor Dieter Binninger mit seiner Mengenlehre-Uhr im Stellenwertsystem, 1975 auf dem Mittelstreifen des Kurfürstendamms in Berlin, sowie Peter Hertha mit seiner Linear-Uhr im Additionssystem, 1977 auf der Wilhelmstraße in Kassel.